# Abón de Fleury
San Abón de Fleury O.S.B. (945-13 de noviembre de 1004) fue un monje francés de la abadía de Fleury, ubicada en lo que hoy es la comuna de Saint-Benoît-sur-Loire.
Fue el dirigente de la escuela del monasterio, después impartió lecciones en la abadía de Ramsey localizada en Inglaterra y en el año 988, se convirtió en abad del claustro de Fleury sur Loire. Defendió su monasterio de la dominación de la alta clerecía y se desempeñó como diplomático del rey Roberto II de Francia. Hizo también varios escritos sobre gramática, astronomía, filosofía y matemáticas.

## Biografía
Nació cerca de Orleans y estudió en París y Reims, donde tuvo como profesor a Gerberto de Aurillac, se dedicó a la filosofía, las matemáticas y la astronomía. Fue a Inglaterra, donde ayudó al arzobispo Oswaldo de York en la reforma de los monasterios. Fue abad y director de la escuela de la abadía de Ramsey, en Huntingdon del 986 al 987. Al saber del martirio de San Edmundo de Anglia Oriental (noviembre de 870), escribió su pasión en latín. También escribió una gramática latina para los estudiantes ingleses, además de una simplificación del computus, para calcular la fecha de la Pascua, un Epitome de vitis Romanorum Pontificum, Vidas de los Papas de Roma, y otros tratados dialécticos y cartas. Hacia el 980-985, escribió un comentario al Calculus de Victor de Aquitania.
Volvió a Fleury el 988 y fue elegido abad. Otro monje, con el apoyo del rey y el obispo de Orleans, impugnó la elección y el asunto tomó una trascendencia inesperada. Hubo de intervenir Gerberto de Aurillac, futuro papa Silvestre II, que actuó en favor de Abón. Este, ya abad, tomó parte en el concilio de Saint-Basle de 991, donde el obispo Arnulfo de Reims fue depuesto por una supuesta traición (en realidad, por desavenencias con el rey, que quería otro obispo en su lugar), y el de Reims de 995. Al año siguiente, Roberto II de Francia lo envió a Roma para interceder ante el papa, que emitió un interdicto contra el matrimonio del rey con Berta.
De camino hacia Roma, encontró al papa Gregorio V que había sido expulsado de la ciudad por el antipapa Juan XVI, pero no consiguió que la petición real tuviera éxito. En Reims influyó para que el obispo depuesto, Arnulfo, volviera a ocupar el cargo. De nuevo  en Francia llevó a cabo una gran labor para calmar los terrores exaltados por la llegada del año 1000 y el previsto fin del mundo.
En 1004 intentó restaurar la disciplina del monasterio de La Réole, en Gascuña, llevándose a algunos monjes de Fleury. Intervino en una lucha entre los dos partidos enfrentados a resultas de la cual fue herido por una lanza y murió en los brazos de su discípulo Aimons, que con posterioridad escribiría su biografía.
Los milagros que tuvieron lugar alrededor de su tumba hicieron que fuera visto por la Iglesia francesa como santo y mártir, aunque nunca fue canonizado por la Santa Sede.

## Obras
Aimons de Fleury cita entre sus obras: De propositionibus te syllogismis (sobre dialéctica), el Computus vulgaris que dicitur Ephemerides Abbon, las Quaestiones Grammaticae, el comentario al Calculus de Victor de Aquitania y el Apologeticus. El comentario al "Calculus", fechado antes de que se hubieran introducido las cifras arábigas, lo que hacía el cálculo más complejo, habla, además, de la naturaleza de la sabiduría, de la filosofía de los números, de la relación entre unidad y pluralidad y  de la aritmética, siempre en el contexto de la teología de la creación.
Para Abón, el estudio de las siete artes liberales es una guía a la verdad divina, que por naturaleza es imposible de entender, el estudio de la verdad terrena, de lo visible es útil, pero lo es aún más el de la verdad divina, mediante la percepción de la armonía de las creaciones de Dios.

### L'Apologeticus
Abón estaba muy ligado a la dinastía de los Capeto, por lo que dedicó a Hugo Capeto su obra principal, la "Apologeticus o Liber apologeticus ad Hugonem te Robertum mezclas Francorum", escrito hacia el 998. El abad sostiene en ella que, para defender los privilegios de las órdenes monásticas, hay que considerar a la sociedad dividida en tres órdenes o clases sociales: monjes, clérigos y laicos (divididos a su vez en militares y campesinos). Los monjes, con la oración, interceden ante Dios por el resto de los hombres, los clérigos (sacerdotes y obispos) se dedican al estudio y la organización de la Iglesia, los nobles militares organizan la vida de las comunidades durante la guerra y la paz, y los campesinos, con su trabajo, deben mantener las necesidades de las otras clases.
Además, hay un poder absoluto reservado al Papa -la plenitudo potestatis- que va más allá del poder sacerdotal  y que le tiene como el primero entre los obispos. En esta obra es donde argumenta en contra de las ideas milenaristas a partir de fuentes bíblicas.